# Saint-Michel-Escalus
Saint-Michel-Escalus è un comune francese di 300 abitanti situato nel dipartimento delle Landes nella regione della Nuova Aquitania.

## Società

### Evoluzione demografica
Abitanti censiti